# Levada do Furado

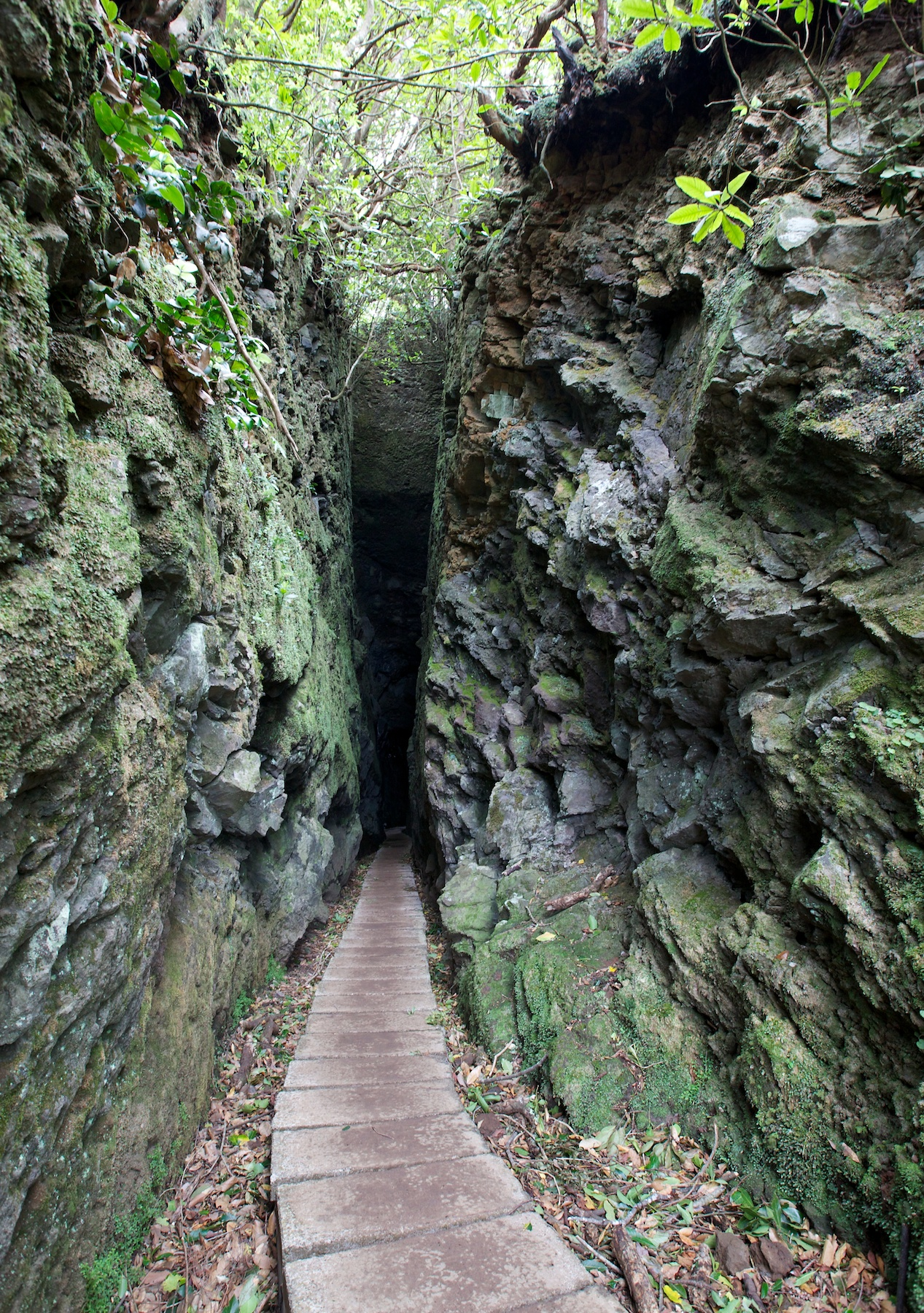
Tunnel an der Levada do Furado

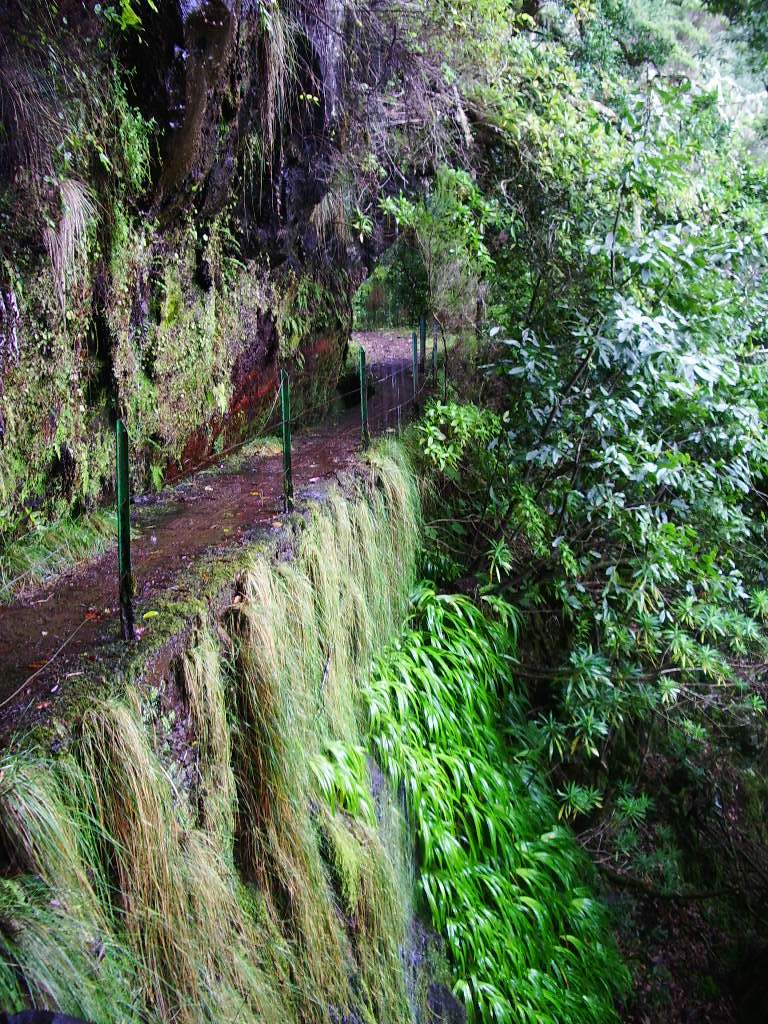
Zaunsicherung

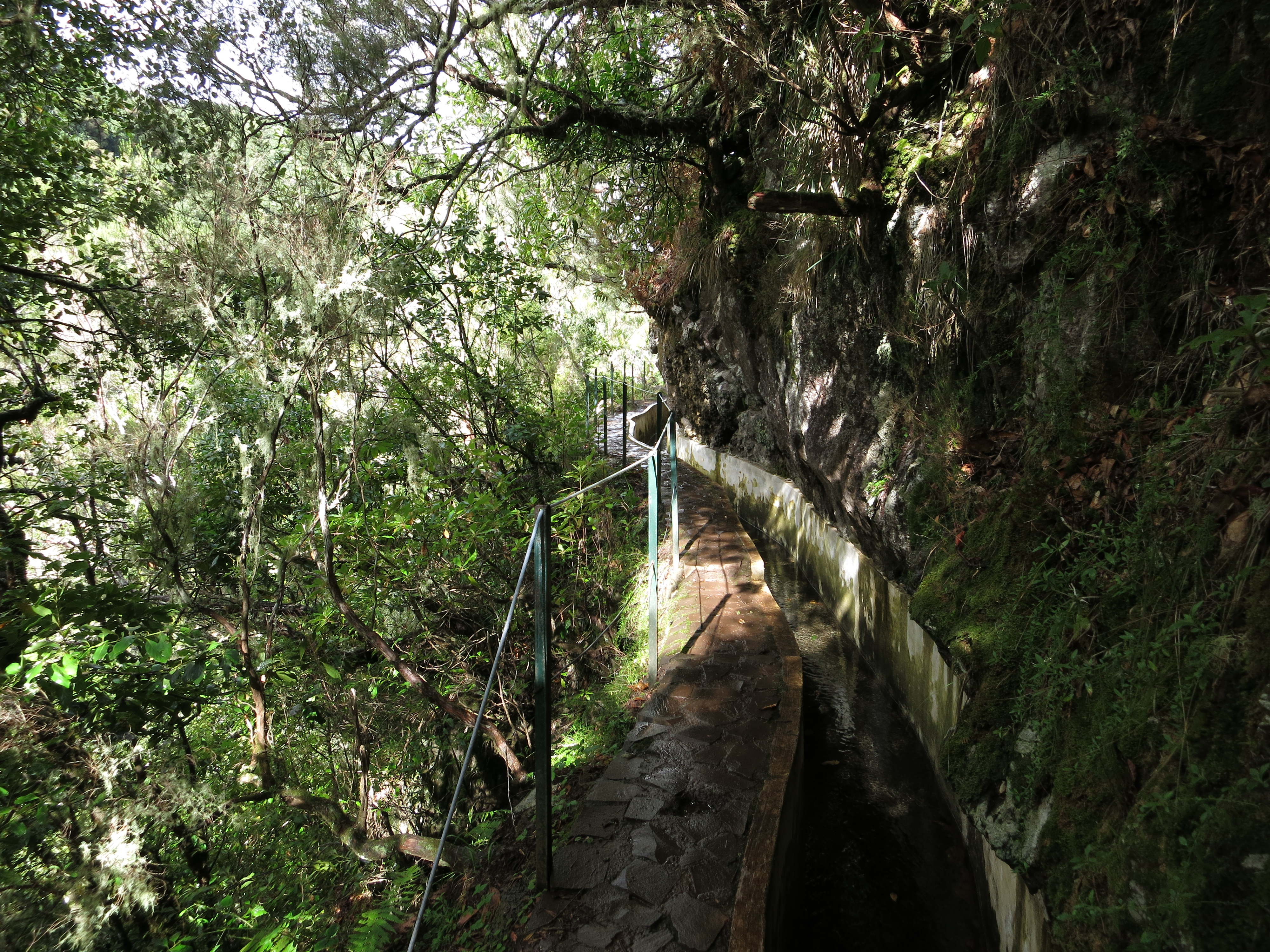
Verlauf

Die Levada do Furado ist eine Levada auf der portugiesischen Atlantik-Insel Madeira. Sie wurde 1822 zur Bewässerung der Felder in Porto da Cruz gebaut.
Der meterbreite schmale Wasserkanal beginnt in Ribeiro Frio und verläuft in Richtung Portela, befindet sich in einer Höhe um 860 m und ist damit relativ hoch gelegen. Die Wanderung entlang dieser Levada gehört zu den bekanntesten Touren auf der Insel. Am Ausgangspunkt macht ein kleiner botanischer Garten mit der typischen Flora entlang des Kanals bekannt. Die überwiegend durch dichten Lorbeerwald verlaufende Levada führt durch mehrere Tunnels und bietet auch Aussicht auf die Nordküste der Insel und das Meer.